# Passo Furcia
Il passo Furcia (Furkelpass in tedesco, Jú de Furcia in ladino) è un valico alpino delle Dolomiti posto a 1.789 m s.l.m., fra il comprensorio sciistico di Plan de Corones e il Piz da Peres, al margine del Parco naturale Fanes - Sennes e Braies. Il passo congiunge la val di Marebbe e San Vigilio di Marebbe con Valdaora in val Pusteria ed è situato sul confine linguistico tra le aree germanofone e ladine in Alto Adige.

## Descrizione
La strada del passo è lunga 19 km, con un dislivello di 744 metri, una pendenza del 12%, con punte del 15%. La strada ha attirato ben per 7 volte il Giro d'Italia (1981, 1994, 1997, 2004, 2006, 2008, 2010), la "Transalp" (attraversamento delle Alpi in bici), e tanti altri appassionati di bici, che dal passo possono provare ad affrontare anche la famosa salita verso il Plan de Corones.
La strada è anche bella da percorrere in moto e in macchina, anche se ci sono tratti un po' stretti.
Dal passo Furcia partono escursioni verso il Plan de Corones e il Piz da Peres; esiste anche un impianto di risalita che porta alla cima del panettone di Plan de Corones. In inverno è collegato direttamente con San Vigilio di Marebbe attraverso una pista. Al passo arriva la pista da sci "Pré da Peres" e la "Furcia 9" dal Plan de Corones. Al passo si trovano due laghetti come riserva d'acqua per l'innevamento artificiale, un laghetto scavato nel 2003 e uno scavato nel 2013.
Al passo Furcia non c'è un ristoro in forma di una baita o un rifugio, bensì un hotel (con bar pubblico) e un ristorante: in inverno sotto forma di "self service" e in estate vengono servite delle portate semplici agli escursionisti, ciclisti, motociclisti e gente di passaggio.